# Karl von Knobloch (General, 1797)
Karl Friedrich von Knobloch (* 16. Juni 1797 auf Pessin; † 6. März 1862 in Berlin) war ein preußischer Generalmajor.

## Leben

### Herkunft
Karl war der Sohn des Herrn auf Pessin Otto Friedrich von Knobloch (1742–1817) und dessen Ehefrau Karoline, geborene von der Hagen (1769–1837) aus dem Hause Stölln.

### Militärkarriere
Knobloch besuchte das Gymnasium in Neuruppin und trat nach dem Vierten Koalitionskrieg 1809 als Jäger in das Garde-Jäger-Bataillon der Preußischen Armee ein. Bis Mitte November 1812 avancierte er zum Sekondeleutnant, wurde während der Befreiungskriege in der Schlacht bei Großgörschen verwundet und nahm an der Belagerung von Mainz teil. Für sein Verhalten während der Schlacht bei Paris wurde ihm das Eiserne Kreuz II. Klasse sowie der Orden des Heiligen Wladimir IV. Klasse verliehen.
Nach dem Krieg stieg Knobloch bis Ende Dezember 1817 zum Kapitän und Kompaniechef auf. Am 17. April 1831 erfolgte seine Beförderung zum Major und am 30. März 1838 die Ernennung zum Kommandeur des Garde-Jäger-Bataillons. Zunächst vorläufig wurden Knobloch am 12. August 1841 die Geschäfte als Inspekteur der Jäger und Schützen übertragen. Er wurde dann am 12. September 1841 zum Oberstleutnant befördert und unter Belassung in seiner Stellung als Bataillonskommandeur am 22. März 1843 mit der Wahrnehmung der Geschäfte der Inspektion beauftragt. Ende März 1844 avancierte Knobloch zum Oberst und zwei Jahre später erfolgte seine Ernennung zum Inspekteur. Daran schloss sich ab dem 24. August 1848 eine Verwendung als Kommandeur der 10. Infanterie-Brigade in Posen an. In dieser Stellung am 11. September 1848 dem Garde-Jäger-Bataillon aggregiert, wurde er am 21. Juli 1849 nach Frankfurt (Oder) als Kommandeur der 5. Infanterie-Brigade versetzt, um am 25. September 1849 das Kommando der 1. Garde-Landwehr-Brigade in Berlin zu übernehmen. Dort wurde er am 4. April 1850 zum Generalmajor befördert. Während des Schleswig-Holsteinischen Erhebung war er vom 8. April 1851 ab für zwei Monate Kommandant von Rendsburg. Er trat am 10. April 1852 mit Pension in den Ruhestand, verstarb in Berlin und wurde am 8. März 1862 in Pessin beigesetzt.

### Familie
Knobloch heiratete am 6. Oktober 1822 Sophie von Bredow (1789–1827). Das Paar hatte mehrere Kinder:
- Elise (1823–1889)
- Marie Josephine (* 1824) ⚭ 1850 Hugo von Bredow (1823–1860), Herr auf Laaslich. Deren Tochter Hermine Sophie Elisabeth (* 1855) heiratete 1874 den späteren preußischen Generalleutnant August von Ziemietzky (1845–1917)[1]
- Sophie Karoline (1826–1897) ⚭ 1853 Adolf von Bredow (1827–1886), Herr auf Ihlow, seit 1880 Rechtsritter[2] des Johanniterordens[3]